# یواس‌اس ال-۹ (اس‌اس-۴۹)
یواس‌اس ال-۹ (اس‌اس-۴۹) (به انگلیسی: USS L-9 (SS-49)) یک زیردریایی بود که طول آن ۱۶۷ فوت ۵ اینچ (۵۱٫۰۳ متر) بود. این زیردریایی در سال ۱۹۱۵ ساخته شد.